# Aurélie Santon
Aurélie Santon (Moûtiers, 7 novembre 1982) è un'ex sciatrice alpina francese.
Nelle liste FIS è registrata anche come Aurélie Ablondi.

## Biografia
Originaria di Méribel e attiva in gare FIS dal dicembre del 1997, la Santon esordì in Coppa Europa il 10 dicembre 1999 a Limone Piemonte in slalom gigante, senza completare la prova, e in Coppa del Mondo il 4 gennaio 2004 a Megève in supergigante (44ª). Nella stagione 2005-2006 conquistò in slalom gigante i suoi tre podi in Coppa Europa: il primo il 21 gennaio a Turnau (2ª), l'ultimo il 13 marzo ad Altenmarkt-Zauchensee (3ª). Nella medesima specialità il 25 novembre dello stesso anno ottenne il miglior piazzamento in Coppa del Mondo, ad Aspen (14ª), e ai successivi Mondiali di Åre 2007, sua unica presenza iridata, si classificò 18ª.
Prese per l'ultima volta il via in Coppa del Mondo il 26 gennaio 2008 a Ofterschwang in slalom gigante, senza qualificarsi per la seconda manche; si ritirò al termine della stagione 2008-2009 e la sua ultima gara in carriera fu uno slalom speciale FIS disputato il 1º aprile a Risoul, chiuso dalla Santon al 19º posto.

## Palmarès

### Coppa del Mondo
- Miglior piazzamento in classifica generale: 88ª nel 2007

### Coppa Europa
- Miglior piazzamento in classifica generale: 8ª nel 2006
- 3 podi:
  - 1 secondo posto
  - 2 terzi posti

#### Coppa Europa - gare a squadre
- 1 podio:
  - 1 secondo posto

### Australia New Zealand Cup
- Miglior piazzamento in classifica generale: 4ª nel 2009
- Vincitrice della classifica di slalom gigante nel 2009
- Vincitrice della classifica di slalom speciale nel 2009
- 4 podi:
  - 3 vittorie
  - 1 secondo posto

#### Australia New Zealand Cup - vittorie
| Data           | Località     | Paese     | Specialità |
| -------------- | ------------ | --------- | ---------- |
| 18 agosto 2008 | Mount Hotham | Australia | GS         |
| 19 agosto 2008 | Mount Hotham | Australia | GS         |
| 21 agosto 2008 | Mount Hotham | Australia | SL         |

Legenda:

GS = slalom gigante

SL = slalom speciale

### Campionati francesi
- 4 medaglie:
  - 1 oro (slalom gigante nel 2006)
  - 3 bronzi (supergigante nel 2006; supergigante nel 2007; slalom gigante nel 2008)